# Ryan Star
Ryan Star Kulchinskyr, dit Ryan Star ou R. Star, est un chanteur et compositeur américain né le 7 janvier 1978 à Dix Hills, Long Island, New York.

## Biographie
Né à Huntington, sur l'île de Long Island à New York, Ryan Star fonde Stage son premier groupe alors qu'il a 14 ans. Il sortira plusieurs EP, dont en 2003 un album éponyme sous le label Maverick. Tandis que les membres étaient encore au lycée, le groupe a joué dans des clubs renommés comme le CBGB's et le Mercury Lounge. À la dissolution du groupe, Ryan devient l'artiste solo R. Star.
Ryan sera candidat de l'émission de télé-réalité Rock Star: Supernova, la seconde saison de l'émission Rock Star diffusée sur la chaîne américaine CBS. Le principe de cette émission, était de permettre au groupe Supernova de trouver un chanteur. Ryan montrera durant ses prestations sa capacité à varier les styles, allant de la ballade au piano à des morceaux rock. Il sera surnommé par le présentateur Dave Navarro « Ryan “The Darkhorse” Star ». Éliminé de l'émission, Ryan sera rappelé quelques jours après son éviction par le producteur de l'émission, Mark Burnett, qui lui proposera d'enregistrer un album avec les autres candidats de l'émission, afin de l'aider à commencer sa carrière. Ainsi, il réintégrera l'émission durant la 11e semaine, grâce notamment au vote du public par SMS. Sa reprise de Back of Your Car lui fera gagner une Honda CR-V.
Ryan a également été la première partie de David Cook durant sa tournée en 2009 : The Declaration Tour - 2009.
Son premier album depuis Rock Star: Supernova est prévu pour août 2010. Cet album, intitulé 11:59, contient notamment la piste Last Train Home, 
chanson qui sert de bande originale au film P.S. I Love You de 2007.
Sa chanson Brand New Day (2009) sert, quant à elle, de générique à la série télévisée américaine Lie to Me de Samuel Baum.
La chaîne américaine NBC utilisa la chanson Right Now pour la promotion de la série télévisée dramatique The Philanthropist.
La chanson Losing Your Memory est utilisée dans Vampire Diaries.